# Estación de Via Júlia
Via Júlia es una estación de la línea 4 del Metro de Barcelona situada debajo de la Vía Julia en el distrito de Nou Barris de Barcelona.
Desde su puesta en servicio y hasta 1999 esta estación se llamó Roquetes, nombre que actualmente tiene otra estación de la línea 3, inaugurada en 2008.

## Historia
Con el nombre Roquetes, la estación se inauguró el 19 de abril de 1982, como terminal de la prolongación de la línea 4 desde Guinardó. El acto inaugural estuvo presidido por el alcalde de Barcelona, Narcís Serra y el presidente de la Generalidad de Cataluña, Jordi Pujol, pues esta fue la primera obra en el metro llevada a cabo por el gobierno autonómico. Además de Roquetas, la prolongación de la línea 4 incluía otra estación nueva en Llucmajor, un intercambiador en la estación de Maragall con la línea 5 y unas cocheras, junto a la terminal.
El 27 de octubre de 1999 entró en servicio un nuevo tramo de la L4, a la estación de Trinitat Nova, lo que supuso la destrucción de las cocheras, previamente trasladas a la estación de La Pau. Al tiempo que se inauguraba la prolongación, Roquetes cambió su nombre por el actual de Via Júlia.
En 2006 se llevaron a cabo obras para adaptar los accesos a las personas de movilidad reducida, incluyendo la instalación de ascensores.

## Líneas
| << cabecera   | < estación    | línea | estación >             | cabecera >> |
| ------------- | ------------- | ----- | ---------------------- | ----------- |
| Metro         |               |       |                        |             |
| Trinitat Nova | Trinitat Nova |       | Llucmajor \| República | La Pau      |